# 菲律賓半棱鯷
菲律賓半棱鯷（学名：Encrasicholina oligobranchus），又名寡鰓公鯷，為輻鰭魚綱鲱形目鳀科的其中一種，分布於中西太平洋區的菲律賓海域，本魚體延長，腹部圓，上頷尖突，臀鰭短，臀鰭軟條15條，體長可達6.2公分，棲息在沿海。

## 擴展閱讀
維基物種上的相關：菲律賓半棱鯷